# Camden (londýnský obvod)
Camden (oficiální název – London Borough of Camden) je městským obvodem v centru Londýna a součást Vnitřního Londýna.
Městská část vznikla v roce 1965 a zahrnuje bývalé metropolitní oblasti Hampstead, Holborn a St Pancras.
Camden zasahuje od Holbornu a Bloomsbury na jihu až po Hampstead Heath na severu. Sousedí s městskými částmi Westminsterem a City na jihu, Brentem na západě, Barnetem a Haringey na severu a Islingtonem na východě.
Obvod je rozdělen na dva volební obvody do Parlamentu – severní Hampstead a Highgate a jižní Holborn a St Pancras.
Camdenská radnice je na ulici  Euston Road poblíž King's Cross.

## Obvody městské části
- Bloomsbury
- Camden Town
- Dartmouth Park
- Fitzrovia
- Gospel Oak
- Hampstead včetně části Hampstead Heath

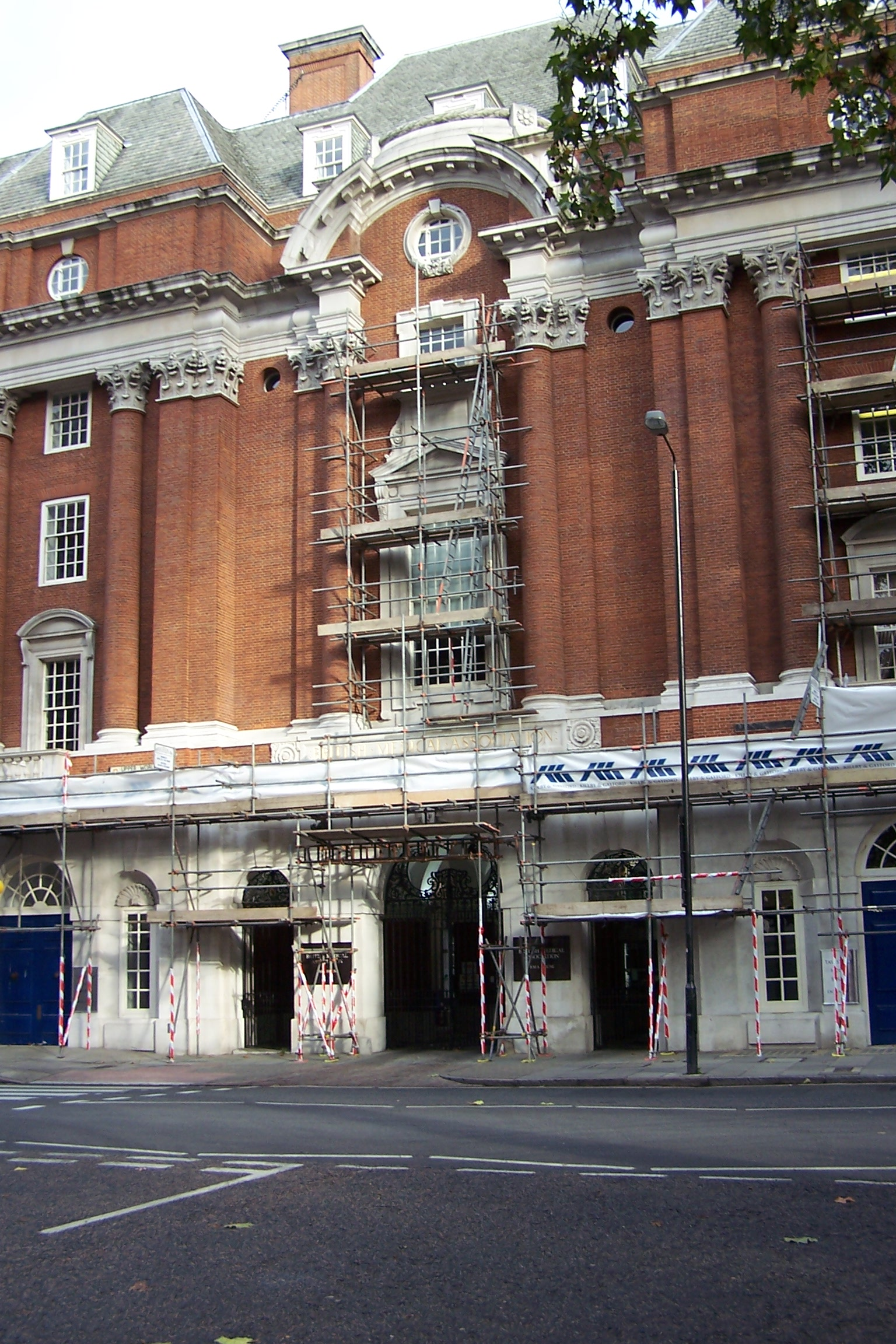
Budova Britské lékařské asociace

- Highgate (jihozápadní část)
- Holborn
- Kentish Town
- Kilburn (část)
- King's Cross a St Pancras
- Primrose Hill
- Somers Town
- South Hampstead
- Swiss Cottage
- West Hampstead

## Veřejné a soukromé instituce sídlící v městské části
- Britská knihovna
- Britské muzeum
- Wellcome Trust
- organizace Cancer Research UK
- Královská chirurgická kolej
- Královská lékařská kolej
- Královská veterinární kolej
- Britská lékařská asociace
- nemocnice Great Ormond Street Hospital
- nemocnice University College Hospital
- nemocnice Royal Free Hospital
- University of London
- University College London
- Slade School of Fine Art
- School of Oriental and African Studies
- Birkbeck, University of London
- Královská akademie dramatického umění

## Zajímavá místa
- východní část parku Regent's Park
- park Hampstead Heath
- hřbitov Hampstead Cemetery
- Hatton Garden
- náměstí Lincoln's Inn Fields

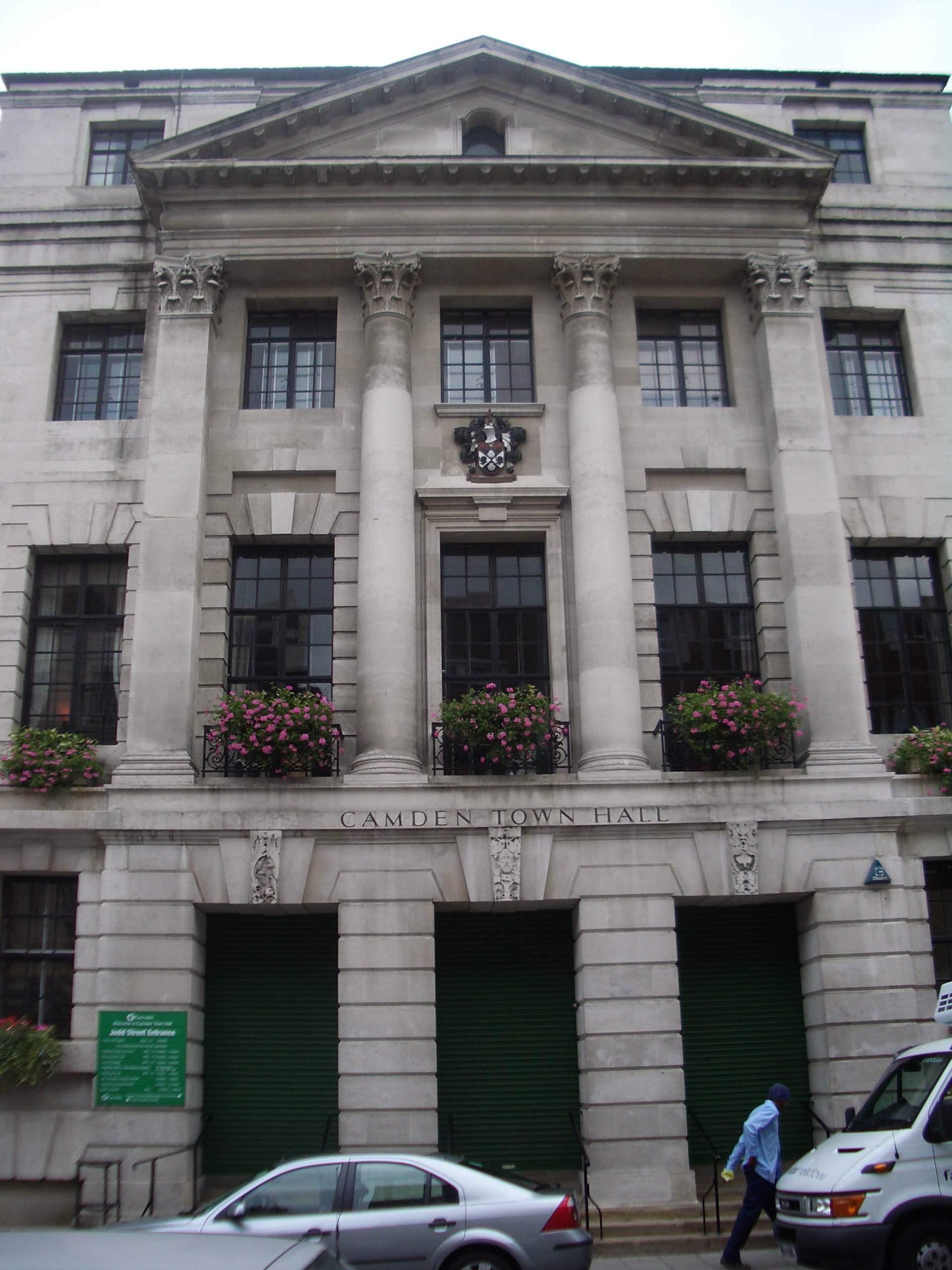
Camdenská radnice

- profesionální sdružení barristerů Gray's Inn
- hřbitov Highgate Cemetery
- trh Camden Market
- část Covent Garden
- Russell Square
- divadlo Bloomsbury Theatre
- divadlo Shaftesbury Theatre
- divadlo Dominion Theatre
- muzeum Foundling Museum
- muzeum Dickens House
- Freudovo muzeum
- Kenwood House
- Soane Museum
- Keats House
- Fenton House
- BT Tower
- Camden Arts Centre
- Phoenix Garden

## Střední školy
- Acland Burghley School
- Camden School for Girls
- Hampstead School
- Haverstock School
- La Sainte Union Catholic School
- Maria Fidelis RC Convent
- Parliament Hill School
- South Camden Community School
- William Ellis School

## Doprava

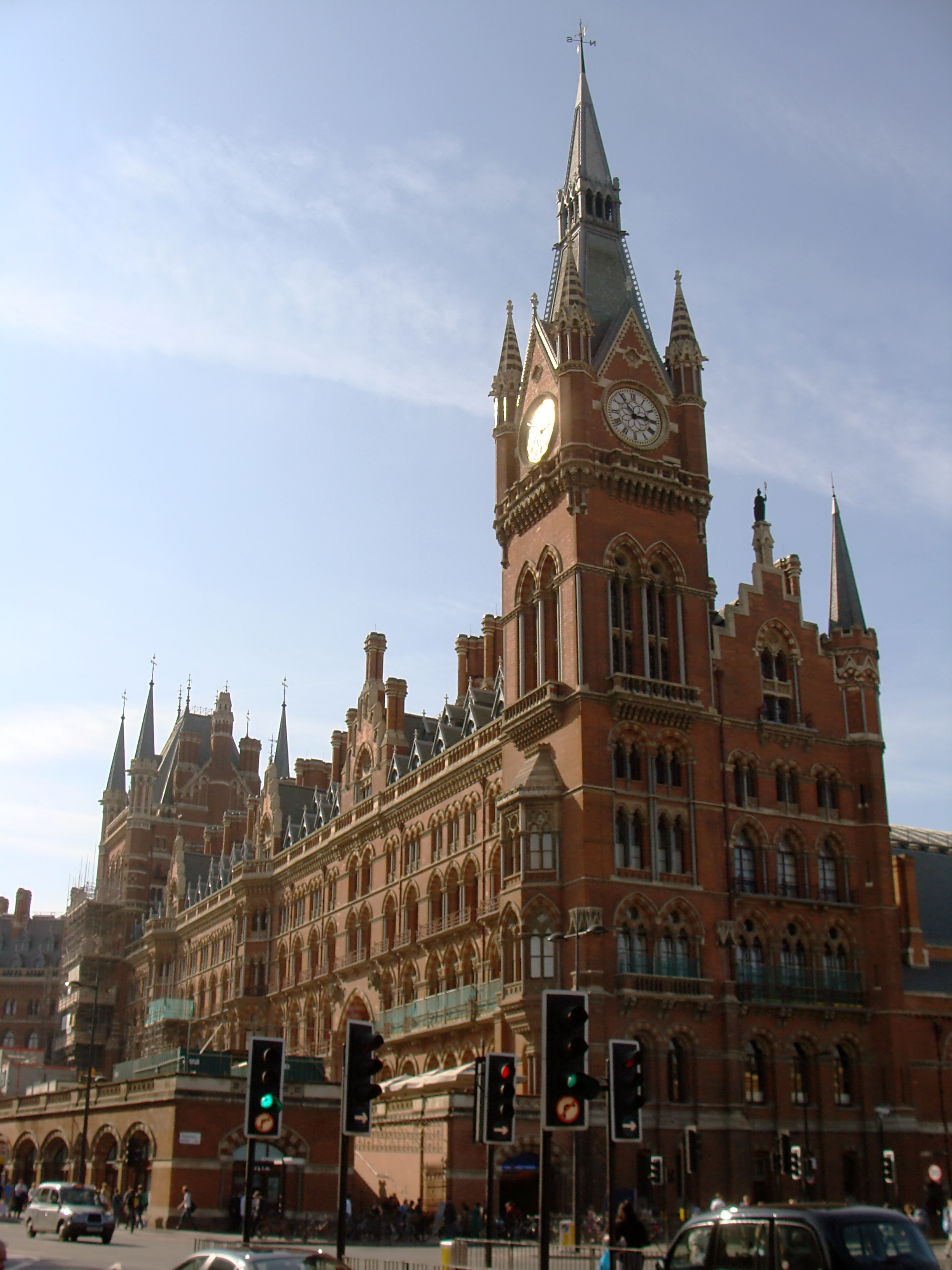
Železniční stanice St Pancras

### Železniční nádraží
- Euston
- King's Cross
- St Pancras

### Stanice metra
- Belsize Park
- Camden Town
- Chalk Farm
- Chancery Lane
- Euston
- Euston Square
- Finchley Road
- Goodge Street
- Hampstead
- Kentish Town
- King's Cross St Pancras
- Holborn
- Mornington Crescent
- Russell Square
- Swiss Cottage
- Warren Street